# Dartmouth College
Dartmouth College je soukromá instituce vyššího vzdělání ve Spojených státech amerických. Jakožto jedna z nejprestižnějších vysokých škol v USA je členem Ivy League. Své sídlo má v Hanoveru ve státě New Hampshire. V roce 2023 na ní studovalo 6,7 tisíce studentů.
Byla založena 13. prosince 1769, název je odkazem na tehdejšího britského ministra kolonií lorda Dartmoutha. 

## Významné osobnosti
- Zdeněk Bakala – česko-americký finančník
- Jay Buckey – americký astronaut
- Timothy Geithner – americký ministr financí
- Donella Meadowsová – americká environmentalistka
- Sylvester Pollet – americký básník